# Коларівська сільська рада (Бердянський район)
Коларівська сільська рада — орган місцевого самоврядування Коларівської сільської громади у Бердянському районі Запорізької області. До 2020 року існувала як адміністративно-територіальна одиниця із центром в селі Софіївка.

## Загальні відомості (до 2020 р.)
- Територія ради: 2,26 км²
- Населення ради: 1 128 осіб (станом на 2001 рік)
- Територією ради протікає річка Лозуватка

### Населені пункти
Сільській раді були підпорядковані населені пункти:
- с. Софіївка

## Склад ради
Рада складалася з 16 депутатів та голови.
- Голова ради: Павліченко Олег Вікторович
- Секретар ради: Тихомирова Валентина Михайлівна

### Керівний склад попередніх скликань
| Прізвище, ім'я, по батькові  | Основні відомості                                                                       | Дата обрання | Дата звільнення |
| ---------------------------- | --------------------------------------------------------------------------------------- | ------------ | --------------- |
| Смаковська Тетяна Феофанівна | Сільський голова, 1959 року народження, член Комуністичної партії України               | 26.03.2006   | 31.10.2010      |
| Павліченко Олег Вікторович   | Сільський голова, 1971 року народження, освіта середня спеціальна, член Партії регіонів | 31.10.2010   |                 |

Примітка: таблиця складена за даними сайту Верховної Ради України

### Депутати
За результатами місцевих виборів 2010 року депутатами ради стали:

#### За суб'єктами висування
| Суб'єкт висування           | Кількість обраних депутатів | %    |
| --------------------------- | --------------------------- | ---- |
| Самовисування               | 8                           | 50   |
| Партія регіонів             | 5                           | 31,3 |
| Комуністична партія України | 3                           | 18,8 |

#### За округами
| № округу                    | Прізвище, ім'я, по батькові     | Дата визнання обраним | Освіта  | Партійна приналежність             | Відомості про обраного депутата                    |
| --------------------------- | ------------------------------- | --------------------- | ------- | ---------------------------------- | -------------------------------------------------- |
| Комуністична партія України |                                 |                       |         |                                    |                                                    |
| 5                           | Клюшник Ганна Михайлівна        | 02.11.2010            | вища    | позапартійна                       | Коларівська загальноосвітня школа, вчитель         |
| 7                           | Осика Неля Степанівна           | 02.11.2010            | середня | позапартійна                       | Коларівське відділення зв'язку, начальник          |
| 11                          | Домаскіна Олена Анатоліївна     | 02.11.2010            | середня | позапартійна                       | Коларівське відділення ощадбанку, завідувачка      |
| Партія регіонів             |                                 |                       |         |                                    |                                                    |
| 1                           | Михайлов Володимир Іванович     | 02.11.2010            | вища    | член Партії регіонів               | Коларівська загальноосвітня школа, директор        |
| 2                           | Цвяткова Віра Анатоліївна       | 02.11.2010            | середня | член Партії регіонів               | аптека № 71, фармацевт                             |
| 9                           | Волошина Олена Олександрівна    | 02.11.2010            | середня | член Партії регіонів               | ТОВ «Лан», бригадир                                |
| 10                          | Дмитрієва Тетяна Миколаївна     | 02.11.2010            | середня | член Партії регіонів               | Коларівська дільнична лікарня, лаборант            |
| 13                          | Ангелова Ганна Петрівна         | 02.11.2010            | середня | член Партії регіонів               | тимчасово не працює                                |
| Самовисування               |                                 |                       |         |                                    |                                                    |
| 3                           | Іовова Алла Михайлівна          | 14.11.2010            | середня | позапартійна                       | ПП Кисєльов, продавець                             |
| 4                           | Тихомирова Валентина Михайлівна | 02.11.2010            | вища    | член Соціалістичної партії України | Коларівська сільська рада, секретар сільської ради |
| 6                           | Бистрова Валентина Степанівна   | 02.11.2010            | вища    | позапартійна                       | Коларівська загальноосвітня школа, вчитель         |
| 8                           | Тележнікова Світлана Іванівна   | 02.11.2010            | вища    | член Соціалістичної партії України | Коларівська сільська рада, економіст               |
| 12                          | Бурлаков Федір Федорович        | 02.11.2010            | середня | позапартійний                      | приватний підприємець                              |
| 14                          | Рус'єва Лариса Тимофіївна       | 02.11.2010            | вища    | член Соціалістичної партії України | Коларівська сільська рада, головний бухгалтер      |
| 15                          | Горлакова Марина Василівна      | 02.11.2010            | вища    | позапартійна                       | Коларівська сільська рада, землевпорядник          |
| 16                          | Радєва Марія Федорівна          | 02.11.2010            | середня | позапартійна                       | ОО «Запоріжнафтопродукт», оператор                 |